# Susan E. Morse
Susan E. Morse, conosciuta anche come Sandy Morse (New York, 1952), è una montatrice statunitense.

## Biografia
Susan E. Morse, conosciuta semplicemente come Sandy Morse, cominciò a lavorare come montatrice di film all'età di 27 anni, esordendo con il cult movie  I guerrieri della notte. Conobbe Woody Allen, e a partire dal 1977 iniziò con lui una stretta collaborazione, cominciando come assistente di montaggio per Io e Annie, fino a diventare montatrice principale per Manhattan. Si occupò del montaggio di tutti i film di Allen a partire dal 1980 sino al 1999 (Stardust Memories, Una commedia sexy in una notte di mezza estate, Zelig, Broadway Danny Rose, La rosa purpurea del Cairo, Hannah e le sue sorelle, Radio Days, Settembre, Un'altra donna, Crimini e misfatti, Ombre e nebbia, Mariti e mogli, Misterioso omicidio a Manhattan, Pallottole su Broadway, La dea dell'amore, Tutti dicono I Love You, Harry a pezzi e Celebrity). Dagli anni duemila proseguì la carriera in altri film quali Scrivimi una canzone e Last Night.

## Riconoscimenti
- Premio Oscar 
  - Candidatura al miglior montaggio per Hannah e le sue sorelle